# Казони, Филиппо Мария
Фили́ппо Мари́я Казо́ни (итал. Filippo Maria Casoni; 1662 (дата крещения — 13 апреля 1662) Генуя, Генуэзская республика — 3 июня 1723, там же) — итальянский историк XVII—XVIII веков. Автор «Анналов Генуэзской республики» (1692—1708, 1721) и «Истории Людовика Великого» (1701—1721).

## Биография
Родился в Генуе. Вскоре после рождения, 13 апреля 1662 года был крещен в церкви. Он был первым ребёнком и старшим сыном в семье Джованни Микеле Казони и его супруги Марии Джачинты, урождённой Чери ди Джакомо. Семья Казони с XVI века имела достоинство патрициев Генуэзской республики. Члены этого рода были врачами или юристами. Казони отказался от семейной традиции, оставив служение юрисконсульта и решив стать историком. В 1691 году в типографии Казамары было издано его первое историческое сочинение — «Жизнь Амброджо Спинолы, завоевателя территорий» (итал. La vita del Marchese Ambrogio Spinola, l'espugnator delle piazze), написанное им в благодарность семье Спинола, покровительствовавшей семье Казони. Книга имела успех у читателей, что побудило автора к дальнейшим историческим исследованиям. В работе над новым сочинением Казони использовал семейный архив и материалы не известные широкой публике.
В том же 1691 году он влюбился в Аполлонию Аккароне, девушку из богатой патрицианской семьи, родители которой отказали ему в руке дочери. Тогда, с согласия возлюбленной, в сентябре того же года Казони организовал её похищение. Вскоре после этого, по требованию семьи Аккароне он был арестован и заточён в крепость Торре. Несмотря на прощение со стороны семьи Аккароне, 4 марта 1692 года его приговорили к двадцати годам заключения с возможностью помилования верховными судебными инстанциями республики. Семье Казони также пришлось выплатить штраф. Суровый приговор имел основанием использование оружия при похищении и личную неприязнь к похитителю со стороны одного из членов суда.
В заключении Казони позволили заниматься историческими исследованиями. Ему удалось написать первую часть «Анналов Генуэзской республики» (итал. Annali della storia di Genova), охватывавшей период с 1508 по 1598 год. В декабре 1692 года семья Казони подала прошение о помиловании историка, предоставив его рукопись на рассмотрение в верховный суд республики. В помиловании было отказано, а рукопись запретили к изданию, объявив её чересчур «независимой и правдивой». Только когда Казони заболел туберкулёзом, его перевели из камеры в комнату в обыкновенном здании. В феврале 1694 года семья опять подала прошение о помиловании историка. В августе 1695 года прошение было удовлетворено и, после выплаты штрафа в тысячу серебряных скудо в казну республики, он был освобождён из заключения.
Поправив здоровье, Казони вернулся к работе юрисконсульта, не оставив занятий историей. По требованию цензуры, он внёс правки в «Анналы Генуэзской республики» и в январе 1697 года подал прошение о разрешении на издание сочинения. Однако инквизиция не стала рассматривать его прошение и не удостоила Казони даже ответа.
В конце апреля 1697 года его снова арестовали за попытку тайно сочетаться браком с англичанкой, вдовой Энн Мэри Стистом, исповедовавшей протестантизм. В мае того же года с Казони сняли арест, и он женился на своей избраннице, уладив все формальности. В 1701 году была издана первая часть его сочинения «История Людовика Великого» (итал. Storia di Ludovico il Grande), но в 1704 году цензура запретила издание второй части книги из-за анти-испанской и про-французской позиции автора. Спустя два года в типографии Малатесты в Милане были изданы обе части сочинения в двух томах. Последний третий том, описывавший события с 1704 года до смерти короля-солнце был издан также в Милане в 1721 году.
После неоднократных запросов автора, в 1708 году ему, наконец, разрешили издать в Генуе первую часть «Анналов Генуэзской республики». Выход книги вызвал протесты у некоторых патрицианских семей, рассмотревших в сочинении «серьёзные недостатки». Однако для Казони открыли доступ к архивам республики, что позволило ему завершить работу на анналами. Разрешение пользоваться архивными документами историк имел с 1707 по 1721 год. Это позволило ему написать монографию о чуме в Генуэзской республике в 1656—1657 годах, которая была издана лишь в 1831 году под названием «Последствия эпидемии в Лигурии в 1656 и 1657 годах» (итал. I successi del contagio della Liguria negli anni 1656 e 1657). В январе 1721 года вторую часть его анналов подвергли существенной цензуре. В июне того же года в издании книги Казони было отказано, но за ним было признано право на титул патриция, полученный ещё его дедом. В 1722 году он закрепил этот титул за трёхлетним сыном, рождённым им во втором браке с Марией Катериной де Рьочи, на которой Казони женился в сентябре 1710 года. Перед смертью историк болел. Он умер в Генуе 3 июня 1723 года, так и не дождавшись полного издания своих анналов.